# Alwa Woxlin
Alwa Woxlin, född 24 mars 1948, är en svensk lärare, författare och förläggare. 

## Biografi
Woxlin utexaminerades 1973 som högstadielärare vid lärarhögskolan i Kristianstad, och har efter fortbildning varit verksam på mellanstadiet och gymnasiet och undervisat i svenska och engelska. Hon har även arbetat inom vuxenutbildningen och på högskola. Hon har engagerat sig i utvecklingsfrågor inom utbildning och barns och ungas välbefinnande, och har föreläst om vikten av ökad läskunnighet samt handstilens betydelse för kunskapsmässig utveckling. Hon gav 2008 ut boken Handstil, som påtalar handstilens betydelse för inlärning och hjärnans utveckling.

### Bokförlaget K&R
År 2007 startade Woxlin bokförlaget K&R, som står för "Kompetens och Rekreation", med inriktning på barn- och ungdomslitteratur, skönlitteratur och läroböcker. Förlaget har bland annat gett ut läromedlet "Svenska för nybörjare" i flera versioner för olika målspråk.  

### Lilla bokmässan i Bollnäs
I sitt arbete som mellanstadielärare ordnade Woxlin återkommande en bokmarknad/bokmässa där barnen i årskurs sex läste böcker och gjorde presentationsmaterial som placerades i skolans korridorer. Detta arrangemang blev uppskattat och vidareutvecklades till "Lilla bokmässan i Bollnäs" som anordnades första gången 2017 som ett samarbete mellan Bollnäs bibliotek och bokförlaget K&R. Arrangemanget anordnades för tredje gången 2019, med fler intressenter, bland annat Region Gävleborg, medan den planerade fjärde gången 2020 fick hållas digitalt på grund av pandemin.

### Barn och ungdom
- Woxlin, Alwa (2008). Minkfällan. Bollnäs: Bokförlaget K&R AB. Libris 11222802. ISBN 9789185903078
- Woxlin, Alwa (2009). Armbrottet. Bollnäs: Bokförlaget K&R AB. Libris 11447306. ISBN 9789185903085
- Woxlin, Alwa (2009). Vattkoppor!. Bollnäs: Bokförlaget K&R AB. Libris 11309313. ISBN 9789185903139

### Svenska för nybörjare
- Svenska för nybörjare: en introduktionskurs i svenska för utbytesstudenter och andra nysvenskar. Täby: Bokförlaget K&R AB. 2015. Libris 17375377. ISBN 9789185903443
- Svenska för nybörjare: introduktionskurs i svenska = Swedishka ardayda bilowga : koorso hordhac ah. Bollnäs: Bokförlaget K&R AB. 2015. Libris 18356915. ISBN 9789185903498
- Woxlin, Alwa (2016) (på arabiska). al-Sūyidīyah lil-mubtadi’īn = Svenska för nybörjare på arabiska : [en introduktionskurs]. Översättare: Hajo Nuri, illustratör Olsson Moa. Bollnäs: Bokförlaget K&R AB. Libris 19289020. ISBN 9789185903535
- Woxlin, Alwa (2016) (på persiska). Sūʼidī barā-yi mubtadīyān: duwrih-ʼi muqaddamātī-i sūʼidī barā-yi dānishāmūzān-i mubādilih shudih va tāzih'vārid'hā/sūʼidī'shudigān-i dīgar = Svenska för nybörjare : introduktionskurs i svenska för utbytesstudenter och andra nysvenskar. Översättare: Warner Janet Jaleh. Bollnäs: Bokförlaget K&R AB. Libris 19101465. ISBN 9789185903511
- Woxlin, Alwa (2016). Svenska för nybörjare på somaliska: en introduktionskurs = Swedishka ardayda bilowga. Översättare: Abubaker Abdullahi Barre. Bollnäs: Bokförlaget K&R AB. Libris 20213368
- Woxlin, Alwa (2016) (på tir). Svenska för nybörjare på tigrinja: introduktionskurs. Illustratör: Olsson Moa, översättare: Gherezgiher Tedros. Bollnäs: Bokförlaget K&R AB. Libris 19472567. ISBN 9789185903559
- Woxlin, Alwa (2020). Svenska för nybörjare kurdiska: introduktionskurs i svenska för utbytesstudenter och nysvenskar. Översättare: Anwari Jamila, illustratör: Olsson Moa. Bollnäs: Bokförlaget K&R. Libris 7kmjf4rf5lr20z2z. ISBN 9789188925282
- Woxlin, Alwa (2020). Svensk grammatik: lätt som en plätt. [Bollnäs]: Bokförlaget K&R AB. Libris cmr5szs0921k5fvm. ISBN 9789185903993